# Кубок России по стрельбе из лука в помещении 2025
Кубок России по стрельбе из лука в помещении 2025 проходил с 30 января по 3 февраля 2025 года в городе Орле. На кубке было разыграно 8 комплектов наград — 4 в дивизионе "Классический лук" и 4 в дивизионе "Блочный лук".

## Медальный зачет
| Общее количество медалей                                                                                            | Общее количество медалей        | Общее количество медалей | Общее количество медалей | Общее количество медалей | Общее количество медалей |
| --- | ------------------------------- | ------------------------ | ------------------------ | ------------------------ | ------------------------ |
| Место | Регион                          | Золото                   | Серебро                  | Бронза                   | Всего                    |
| 1 | Бурятия                         | 4                        | 4                        | 0                        | 8                        |
| 2 | Москва                          | 2                        | 1                        | 4                        | 7                        |
| 3 | Забайкальский край              | 1                        | 2                        | 1                        | 4                        |
| 4 | Ярославская область             | 1                        | 0                        | 0                        | 1                        |
| 5 | Ямало-Ненецкий автономный округ | 0                        | 1                        | 0                        | 1                        |
| 6 | Томская область                 | 0                        | 0                        | 1                        | 1                        |
| 6 | Челябинская область             | 0                        | 0                        | 1                        | 1                        |
| 6 | Санкт-Петербург                 | 0                        | 0                        | 1                        | 1                        |
| Жирным шрифтом выделено наибольшее количество медалей в своей категории. Цветом перванш выделен принимающий регион. |                                 |                          |                          |                          |                          |

## Медалисты

### Классический лук
| Дисциплина                    | Золото                                                                          | Серебро                                                                 | Бронза                                                            |
| Мужчины. Личное первенство    | Хандуев Энхэ · Бурятия                                                          | Балтаков Цырен · Бурятия                                                | Цыбикжапов Алдар · Москва                                         |
| Женщины. Личное первенство    | Махмудова Нуриниссо · Москва                                                    | Намдакова Виктория · Забайкальский край                                 | Дашинимаева Ирина · Забайкальский край                            |
| Мужчины. Командное первенство | Бурятия · Балтаков Цырен · Хандуев Энхэ · Цыренов Сергей                        | Забайкальский край · Балданов Арсалан · Батуев Кирилл · Цынгуев Бэлигто | Москва · Махмудов Мухибулло · Махненко Артём · Цыбикжапов Алдар   |
| Женщины. Командное первенство | Забайкальский край · Дамдинова Бальжин · Дашинимаева Ирина · Плотникова Татьяна | Бурятия · Очирова Эржэна · Степанова Инна · Сыренова Соёлма             | Москва · Гильманова Мария · Махмудова Нуриниссо · Петрушина Мария |

### Блочный лук
| Дисциплина                    | Золото                                                         | Серебро                                                        | Бронза                                                                     |
| Мужчины. Личное первенство    | Шенхоров Сергей · Бурятия                                      | Калашников Виктор · Ямало-Ненецкий автономный округ            | Воронов Дмитрий · Томская область                                          |
| Женщины. Личное первенство    | Румянцева Екатерина · Ярославская область                      | Ошорова Диана · Бурятия                                        | Черкезова Арина · Москва                                                   |
| Мужчины. Командное первенство | Бурятия · Ангархаев Бато · Серебряков Руслан · Шенхоров Сергей | Москва · Бутрым Степан · Жулин Иван · Мелницки Дан             | Челябинская область · Булаев Антон · Гарифьянов Илья · Пак Рашид           |
| Женщины. Командное первенство | Москва · Димидюк Мария · Махненко Елизавета · Черкезова Арина  | Бурятия · Ошорова Диана · Соктоева Сойжина · Шойдонова Радмила | Санкт-Петербург · Казанцева Татьяна · Турубанова Майя · Чуманова Анастасия |